# Maison de Crussol
Pour les articles homonymes, voir Crussol.
La maison de Crussol, anciennement Bastet, est une famille subsistante de la noblesse française, originaire du Languedoc.
Elle compte parmi ses représentants des officiers généraux, un gouverneur, des prélats, une femme de lettres au XVIIIe siècle et des députés en 1789 et au XIXe siècle.
Elle reçut en 1565 le titre de duc d'Uzès et la Pairie en 1572. Il s'agit du plus ancien titre ducal et la plus ancienne pairie de France.

## Histoire
La famille de Crussol prouve sa noblesse depuis 1215 et a été admise aux honneurs de la Cour au XVIIIe siècle. 
Bastet : « un sobriquet prit par Gérald Bastet ou Bastetz, seigneur de Crussol, de Cruszol, qui vivait en 1160 ». Crussol (du nom d'une baronnie située se situe dans le Vivarais près de Valence) pour finir par substituer complètement le nom de Crussol à son patronyme d'origine.
Gérald Bastet a pour oncle Odon de Chaponay, évêque de Valence.
Elle reçoit en 1565 le titre de duc d'Uzès et la Pairie en 1572.

## Personnalités

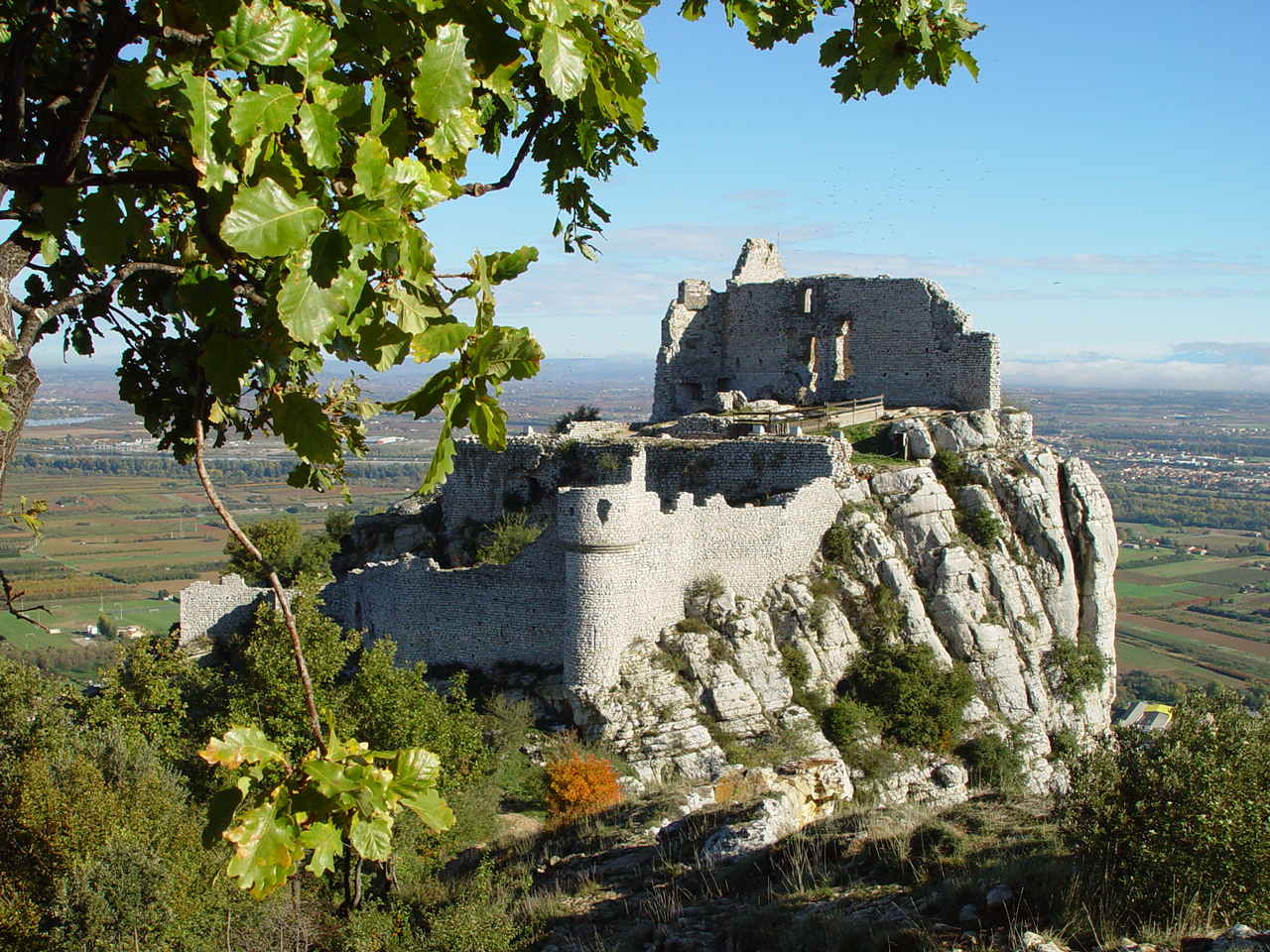
Château de Crussol en Vivarais

Cette famille s'est divisée en plusieurs branches : 
1. les barons de Crussol, puis vicomtes (1486) et ducs (1565) d'Uzès, parmi lesquels se distinguent : 
  - Louis Bastet de Crussol, gouverneur du Dauphiné (1463-1472), sénéchal du Poitou, maître général de l'artillerie et grand panetier de France.
  - Jacques Ier de Crussol, fils du précédent, premier vicomte d'Uzès (1460-1525) de cette branche.
  - Charles de Crussol (1483-1546), 9e vicomte d'Uzès (depuis 1525), grand panetier de France.
  - Jacques IIe de Crussol (1540-1586), 2e duc d’Uzès, lieutenant général du Languedoc[réf. nécessaire].
  - Antoine de Crussol (1565-1572), 1er duc d'Uzès, pair de France, chef militaire protestant.
  - François Charles de Crussol († 1736), comte d'Uzès, participant aux batailles de Fleurus, Steinkerque, Neerwinden de la guerre de la Ligue d'Augsbourg, puis gouverneur d'Oléron et Landrecies.
  - François de Crussol d'Uzès, dit parfois Crussol d'Uzès d'Amboise (1702-1758), évêque de Blois puis archevêque de Toulouse.
  - François-Joseph-Emmanuel de Crussol d'Uzès (1735-1789), évêque de La Rochelle.
  - Marie-François-Emmanuel de Crussol (1756-1843), duc d'Uzès, lieutenant général et pair de France en 1814.
  - Adrien-François-Emmanuel de Crussol (1778-1837), duc de Crussol, député, pair de France.
  - Armand de Crussol (1837-1842), duc d'Uzès, député.
  - Emmanuel de Crussol d'Uzès (1842-1872), duc d'Uzès, député, époux de la célèbre et fortunée Anne de Rochechouart de Mortemart héritière de la Veuve Clicquot connue sous son titre de duchesse d'Uzès;
2. les marquis de Crussol et de Montausier.
3. les marquis de Florensac, compris notamment les personnalités suivantes :
  - Louis de Crussol (v. 1645-1716), marquis de Florensac, maréchal de camp.
  - Anne-Charlotte de Crussol de Florensac, fille du précédent (1700-1772), duchesse d'Aiguillon par son mariage avec Armand-Louis de Vignerot du Plessis d'Aiguillon, femme de lettres, amie de Montesquieu et des philosophes.
  - Emmanuel-Henri-Charles de Crussol Florensac (1741-1818), lieutenant général des armées du Roi, député aux États généraux de 1789 ;
  - Alexandre Charles Emmanuel de Crussol (1743-1815), Bailli de l'ordre de Malte, député aux États généraux de 1789, frère du précédent ;

- Odon de Crussol, prélat et évêque de Valence au XIIe siècle.
- Giraud Bastet de Crussol, prélat au XVe siècle, archevêque de Tours (1466-1468) puis évêque de Die et Valence (1468-1472) et patriarche d'Antioche, frère cadet de Louis de Crussol.
- Anne Emmanuel François Georges de Crussol d'Uzès, marquis d'Amboise et de Fors, lieutenant général des armées du roi, possesseur de fiefs en la paroisse de Fors, sénéchaussée de Niort. Député aux États généraux de 1789, exécuté le 26 juillet 1794 à Paris.
- Anne de Rochechouart de Mortemart, par son mariage, en 1867, duchesse d'Uzès, née à Paris le 10 février 1847, décédée au château de Dampierre le 3 février 1933, membre le plus célèbre de cette famille, emblématique de la noblesse française sous la Troisième République.
- Marie-Louise Béziers (1904-1991), par mariage marquise de Crussol, dite « la Marquise rouge », salonnière littéraire et politique parisienne, restauratrice du château d'Uzès[4].

## Armes et devise
En 1486, Jacques de Crussol acquiert la vicomté d'Uzès de son mariage avec Simone d'Uzès, à condition de porter le nom et les armes d'Uzès.

Jusqu'en 1486 : fascé d'or et de sinople, de Crussol
1486-1546 : parti au 1er fascé d'or et de sinople de six pièces; au 2e de gueules aux trois bandes d'or, qui est d'Uzès
Depuis 1565 : écartelé, aux 1er et 4e, parti Crussol, Lévis; aux 2e et 3e, contre-écartelé de Gourdon, Genouillac; Uzès sur le tout

Devise : Ferro non auro (« Par le fer, non par l’or »)

## Maisons de famille
- Château d'Uzès
- Château de Bonnelles
- Château de La Celle
- Château de Boursault
- Château de Wideville
- Château d'Ozonville
- Château de Maulnes
- Hôtel d'Uzès (Paris)
- Hôtel d'Uzès (Tonnerre)

### Fonds d'archives
- Les papiers personnels de la famille de Crussol sont conservés aux Archives nationales sous la cote 6AP : Inventaire du fonds 6AP.
- Le Chartrier d'Uzès conservés aux Archives nationales sous la côte 265 AP (microfilms : 219 Mi) comprend des papiers de la maison de Crussol.